# لطيفة الحاج
لطيفة الحاج قديح (1947- ، كاتبة روائية وصحافية بالإضافة إلى كونها أديبة وشاعرة وناشطة اجتماعية من لبنان. وعضو اتحاد الكتّاب اللبنانيين. صدر أول عمل روائي لها في عام 2000 تحت عنوان “مواويل الغربة”، وكانت قد كتبت الرواية بمدينة مونتريال الكندية حيث هاجرت مع عائلتلها إبّان الحرب الأهلية.  ومن ابوظبي  العين

## حياتها
ولدت في العام 1947 ميلادي في الغبيري في ضاحية بيروت الجنوبية، أصل عائلتها من النبطية إحدى مدن جبل عامل في الجنوب اللبناني.
لها العديد من المقابلات والكتابات الشعرية والأدبية والثقافية في الصحف اللبنانية والعربية، وهي عضو في العديد من الجمعيات النسائية والاجتماعية والثقافية والادبية.

## مؤلفاتها الروائية
- شجرة[4]
- مواويل الغربة: وهي رواية تتحدث عن عائلة حاتم ووفاء، وهي عائلة لبنانية هربت من شبح الحرب وما تحمله من رسائل موت، وقررت الهجرة إلى كندا، لتقع الأسرة هناك ضحية اختلاف الثقافات بين البلدين، وما آل اليه حال الأبناء بعد تعلقهم بالغرب وأفكاره.
- صخرة الروشة
- البحث عن السعادة
- شجرة النور
- مصباح الحمام